# Günther Quandt

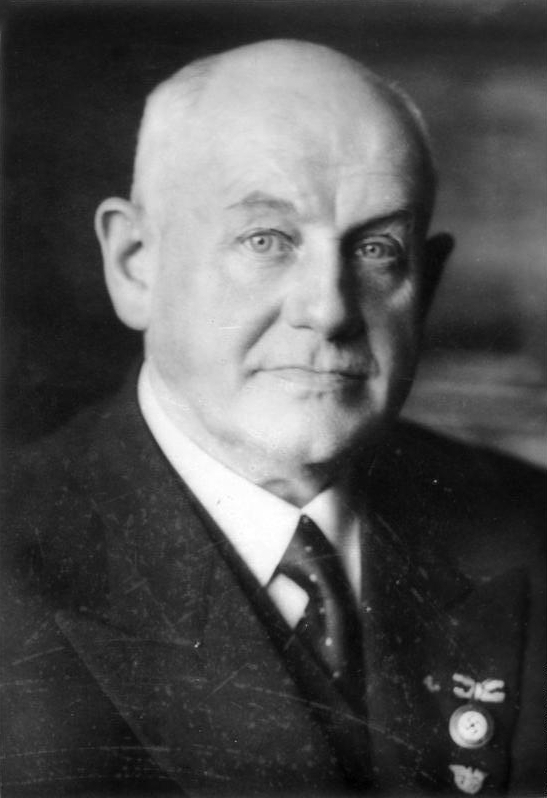
Günther Quandt (1941)

Günther Quandt (* 28. Juli 1881 in Pritzwalk, Provinz Brandenburg, Königreich Preußen; † 30. Dezember 1954 in Kairo) war ein deutscher Industrieller aus der Familie Quandt.
Er war der Vater von Hellmut, Herbert und Harald Quandt. Seine erste Ehefrau Antonie Ewald starb 1918. Seine zweite Ehefrau Magda Ritschel, Mutter von Harald, heiratete nach der Scheidung 1929 zwei Jahre später Joseph Goebbels.

## Biographie

### Bis zum Ersten Weltkrieg

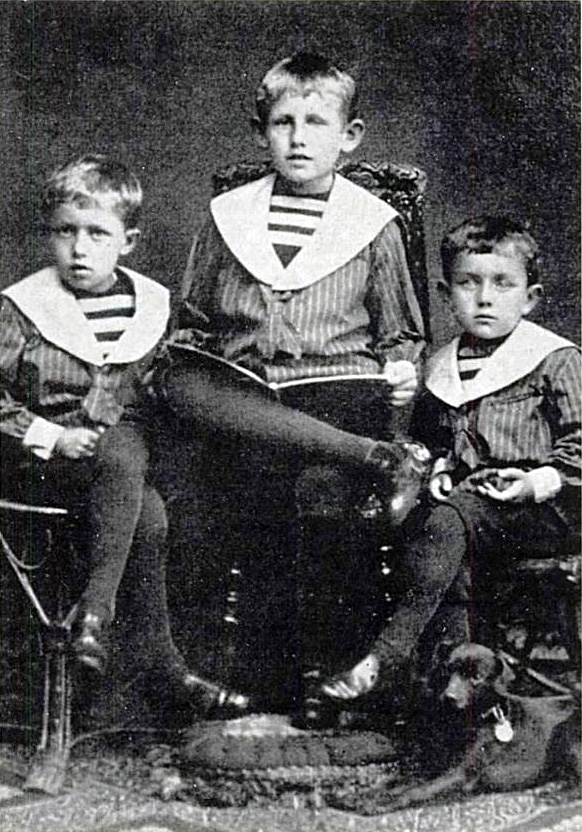
Günther Quandt (Bildmitte) mit seinen Brüdern Werner und Gerhard im Jahr 1890.

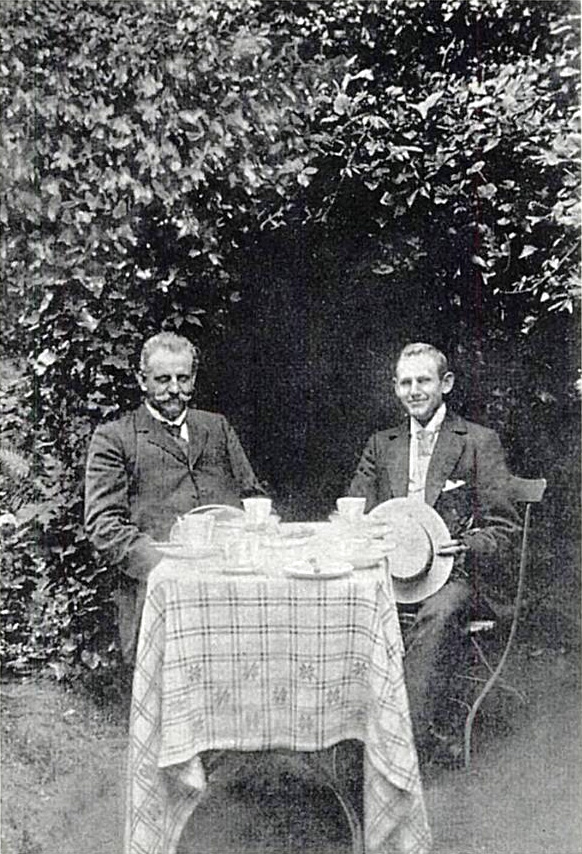
Emil und Günther Quandt im Jahr 1900.

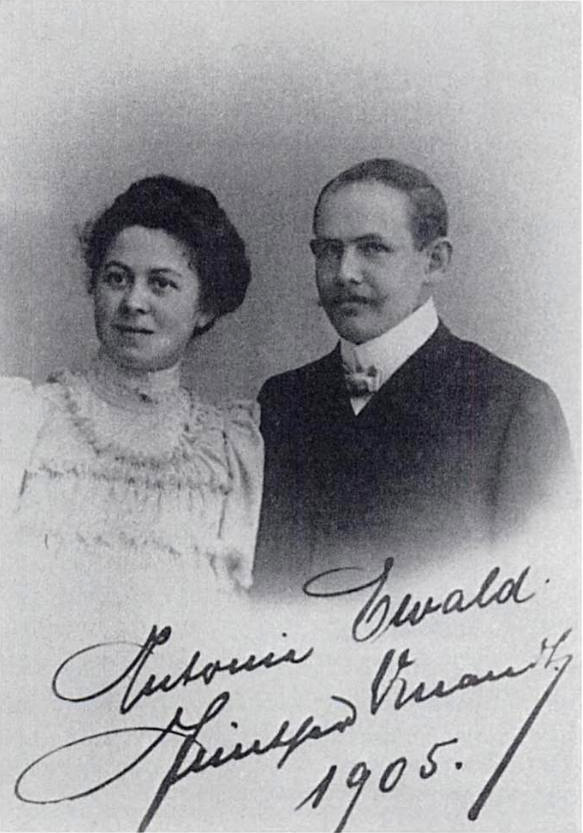
Antonie „Toni“ und Günther Quandt bei ihrer Verlobung 1905.

Günther Quandt wurde am 28. Juli 1881 als Sohn des Tuchfabrikanten Emil Quandt (1849–1925) in Pritzwalk geboren. Emil Quandt hatte eingeheiratet in die Familie Draeger (Tuchfabrik Gebr. Draeger / gegr. 1860).
Nach dem Besuch der Luisenstädtischen Oberrealschule in Berlin absolvierte Günther Quandt einige Lehrjahre in verschiedenen Zweigen der Textilindustrie des In- und Auslandes. Er heiratete 1906 Antonie Ewald (1884–1918). 1908 wurde dem Paar der erste Sohn – Hellmut (1908–1927) – geboren.
Im Jahr 1909 war Günther Quandt bereits Mitinhaber der Tuchfabrik der Gebr. Draeger. 1910 wurde der zweite Sohn – Herbert – geboren. Ein Jahr später, im Jahr 1911, wurde Günther Quandt Mitinhaber der Tuchfabrik Friedrich Paul in Wittstock/Dosse. Seine Frau starb 1918 an der Spanischen Grippe.

### Erster Weltkrieg und Weimarer Republik
Nach Ausbruch des Ersten Weltkriegs war Günther Quandt in der Bewirtschaftung kriegswichtiger Rohstoffe tätig. 1915 wurde er Leiter der Reichswoll-AG, seine Firmengruppe war Hauptlieferant der Armee.
Nach dem Ersten Weltkrieg arbeitete Quandt als Referent im Reichswirtschaftsministerium der Weimarer Republik und war für die „Reichsstelle für Textilwirtschaft“ tätig. Erst 1922 schied er aus dem Staatsdienst aus, kehrte nach Pritzwalk zurück und fasste die Werke, an denen er bis dahin schon beteiligt war, zu den „Draeger-Paul-Wegener-Werken“ (Pritzwalk und Wittstock) zusammen (nach dem Zweiten Weltkrieg: Gebr. Draeger GmbH, Stuttgart).
Am 4. Januar 1921 heiratete Günther Quandt die 19 Jahre alte Magda Ritschel (1901–1945). Zehn Monate später wurde am 1. November 1921 Sohn Harald geboren.
Ab 1922 engagierte Günther Quandt sich zusammen mit August Rosterg mehr und mehr in der Kaliindustrie, insbesondere in der 1921 gegründeten Wintershall AG. Auf der Bankenseite arbeitete Quandt Anfang der 1920er Jahre eng mit dem persönlich haftenden Gesellschafter Jakob Goldschmidt der Danat-Bank zusammen – beide verkehrten auch privat, waren fast Nachbarn am Griebnitzsee –  und der Bankier stellte Quandt das strategisch entscheidende Aktienpaket der Accumulatoren Fabrik Aktiengesellschaft Berlin-Hagen (AFA) zur Verfügung. Quandt gelang es somit, die Aktienmehrheit der von Adolph Müller gegründeten AFA, dem größten Hersteller von Batterien und Akkumulatoren im damaligen Europa – unter anderem für Batterieanlagen für U-Boote – zu erwerben (1958 wurde die AFA am Standort Berlin in VEB Berliner Akkumulatoren- und Elementefabrik und 1962 die Fabrik am Standort Hagen in VARTA Batterie AG umbenannt).
1928 erlangte Quandt die Kontrolle über die Berlin-Karlsruher Industrie-Werke AG. Das Unternehmen hieß während des Ersten Weltkriegs Deutsche Waffen- und Munitionsfabriken AG (DWM) und war eine traditionsreiche Rüstungsschmiede. Von den Siegermächten des Ersten Weltkriegs war dem Unternehmen zwar die Produktion von Rüstungsgütern verboten worden, doch Günther Quandt setzte darauf, dass in Deutschland Waffen schon bald wieder eine „große Zukunft“ haben würden.

### NS-Deutschland

#### Quandt und die NSDAP
Am 11. Dezember 1931 notierte Goebbels in seinem Tagebuch, dass er bei einem Treffen mit Quandt, den er mit den Worten: „alter Mann. Aber klug, energisch, brutaler Kapitalist“ charakterisierte, von diesem „2000 Mk“ erhielt, und er „sich ganz auf uns um [stellt]“ und für die Partei Geld geben wolle. Die 2000 Mark will er nur „schweren Herzens“ für seine „Leute“ entgegengenommen haben. Quandt gehörte zu einer Gruppe von Industriellen, die sich Mitte 1931 mit Adolf Hitler im Berliner Hotel Kaiserhof trafen und der NSDAP im Falle eines Linksputsches 25 Millionen Reichsmark zur Verfügung stellten. Ebenfalls 1931 wurde er Mitglied der Gesellschaft zum Studium des Faschismus, die als ein Bindeglied zwischen konservativen Kreisen und der NSDAP fungierte. Er war ein Teilnehmer des geheimen Treffens Hitlers mit Industriellen am 20. Februar 1933, bei dem eine Wahlkampfhilfe von 3 Millionen Reichsmark für die NSDAP und ihren Koalitionspartner, die Kampffront Schwarz-Weiß-Rot, beschlossen wurde. Nach der „Machtergreifung“ der Nazis passte Günther Quandt sich an (Spenden der AFA an die NSDAP; Eintritt in die NSDAP zum 1. Mai 1933, Mitgliedsnummer 2.636.406) – und profitierte. Quandts Betriebe wurden wichtige Zulieferanten für die Rüstungsindustrie, er selbst zum Vorzeigeindustriellen, im Jahre 1937 zum Wehrwirtschaftsführer ernannt.
Im Zweiten Weltkrieg war das AFA-Hauptwerk in Hagen die „Leitfertigungsstelle“ für weitere AFA-Werke in Hannover, Wien und Posen. Hier produzierte das Unternehmen außer den Batterieanlagen für U-Boote und Kleinst-U-Boote vor allem Spezialbatterien für Torpedos und für die „Wunderwaffe“ V2. Weiter wurden Batterien für Panzerfahrzeuge, Funk- und Radargeräte sowie für Kampfflugzeuge hergestellt.
„Militärtuch, Akkumulatoren, Trockenbatterien, Schusswaffen, Munition, Leichtmetall – wer das alles herstellt, heißt mit Recht Wehrwirtschaftsführer“ (so Das Reich). „Ihre hervorstechendste Eigenschaft aber ist Ihr Glaube an Deutschland und an den Führer“, bescheinigte Hermann Josef Abs von der Deutschen Bank Günther Quandt im Jahr 1941 in einer Laudatio.
Quandts AFA folgte den deutschen Truppen, war bald in Riga, Krakau, Lemberg aktiv.

##### Verhaftung von Quandt
Am 3. Mai 1933 wurde Quandt in Berlin aus einer Sitzung der Deutschen Bank heraus verhaftet, in das Gefängnis des Polizeipräsidiums Alexanderplatz gebracht und am Folgetag ins Gefängnis Moabit – wobei er auf dem Weg nach Moabit, dank der ihn begleitenden Polizeibeamten, nochmals kurz in seine Wohnung durfte, um Unterlagen mitzunehmen. Nach einigen Hafttagen wurde er dem preußischen Justizministers Hanns Kerrl vorgeführt und erfuhr angeblich, dass offenbar weder in seiner Wohnung noch in seinem AFA-Büro belastendes Material gefunden wurde, jedoch das AFA-Direktionsgebäude in Hagen besetzt, leitende Mitarbeiter festgenommen und kommissarisch durch NS-Funktionäre wie Heinrich Georg Stahmer ersetzt wurden. Am 9. Mai kommunizierten NS-Funktionäre auf einer AFA-Betriebsversammlung, Quandt sei verhaftet worden, weil er Gelder ins Ausland verhoben habe und plane AFA-Werke ins Ausland zu verlagern. Durch die  Machtdemonstration von den „braunen Revolutionären“ – so Carsten Knop – wurde Quandt über Monate bis September 1933 kaltgestellt (zuletzt mittels Hausarrest) wegen des Vorwurfs gegen das deutsche Handelsrecht verstoßen zu haben. Quandts „Nebenbuhler“ Goebbels notierte am 5. Mai 1933 in sein Tagebuch, „Warum? Steuersache. Bei Hitler. Er ist empört, daß man die Wirtschaft nicht zur Ruhe kommen läßt. Göring soll den Fall Quandt untersuchen“.

#### Betrieb von Konzentrationslagern
In den Werken der Quandts wurden Kriegsgefangene und KZ-Häftlinge in Zwangsarbeit beschäftigt, im AFA-Werk Hagen beginnend im Spätsommer 1940 mit französischen Kriegsgefangenen.
Infolge der verstärkten Rekrutierung deutscher Arbeitskräfte für den Kriegsdienst, der gleichzeitig forcierten Produktion von U-Boot-, Torpedobatterien und Batterien für die „Wunderwaffe“ V2, stieg die Zahl der eingesetzten Zwangsarbeiter und Kriegsgefangenen kontinuierlich an und machte 1944 rund 40 % der gesamten Werksbelegschaft von bis zu 5800 Arbeitskräften aus. Im DMW-Werk in Karlsruhe waren es etwa 4500.
Ab Sommer 1943 erfolgte im AFA-Zweigwerk der Einsatz von Häftlingen des KZ Stöcken (Akkumulatorenwerke) (Außenlager des KZ Neuengamme). Rund 1500 KZ-Häftlinge, die im Lager auf dem Werksgelände untergebracht waren, betrieben die Batterieproduktion in zum Teil bleivergifteter Umgebung (vgl. Bleivergiftung). Auf dem Gelände des Werks in Hannover war ein weiteres KZ-Außenlager untergebracht, einschließlich Exekutionsplatz.
Das KZ Hannover-Stöcken (Continental) in Hannover war ein weiteres Außenlager des KZ Neuengamme, das von Anfang September 1944 nur kurze Zeit mit etwa 1000 polnischen Juden bestand. Das Lager befand sich neben dem Continentalwerk. Die Häftlinge mussten täglich elf Stunden in der kriegswichtigen Gummiproduktion für die Reifenherstellung von Fahrzeugen arbeiten.
1944 erfolgte im Zweigwerk Wien-Floridsdorf der Einsatz von Häftlingen des KZ Mauthausen. Auch in der AFA-Tochterfirma Pertrix in Berlin-Niederschöneweide wurden seit 1944 rund 500 weibliche KZ-Häftlinge dazu gezwungen, mit ätzenden Säuren zu arbeiten.
Diese Arbeitsbedingungen forderten durchschnittlich 80 Tote pro Monat, die im Voraus miteingeplant und bewusst als zu erwartende „Fluktuation“ kalkuliert wurden.
Im November 2007 veröffentlichte der Norddeutsche Rundfunk im Fernsehen den Film Das Schweigen der Quandts. Dem Film zufolge wurden hunderte nicht mehr arbeitsfähige Zwangsarbeiter, die im Akkumulatorenwerk der Quandts in Hannover-Stöcken arbeiteten und in einem benachbarten Außenlager des KZ-Neuengamme untergebracht waren, im April 1945 nach Gardelegen deportiert. Dort wurden sie am 13. April 1945 Opfer des Massakers in der Isenschnibber Feldscheune.

### Nachkriegszeit

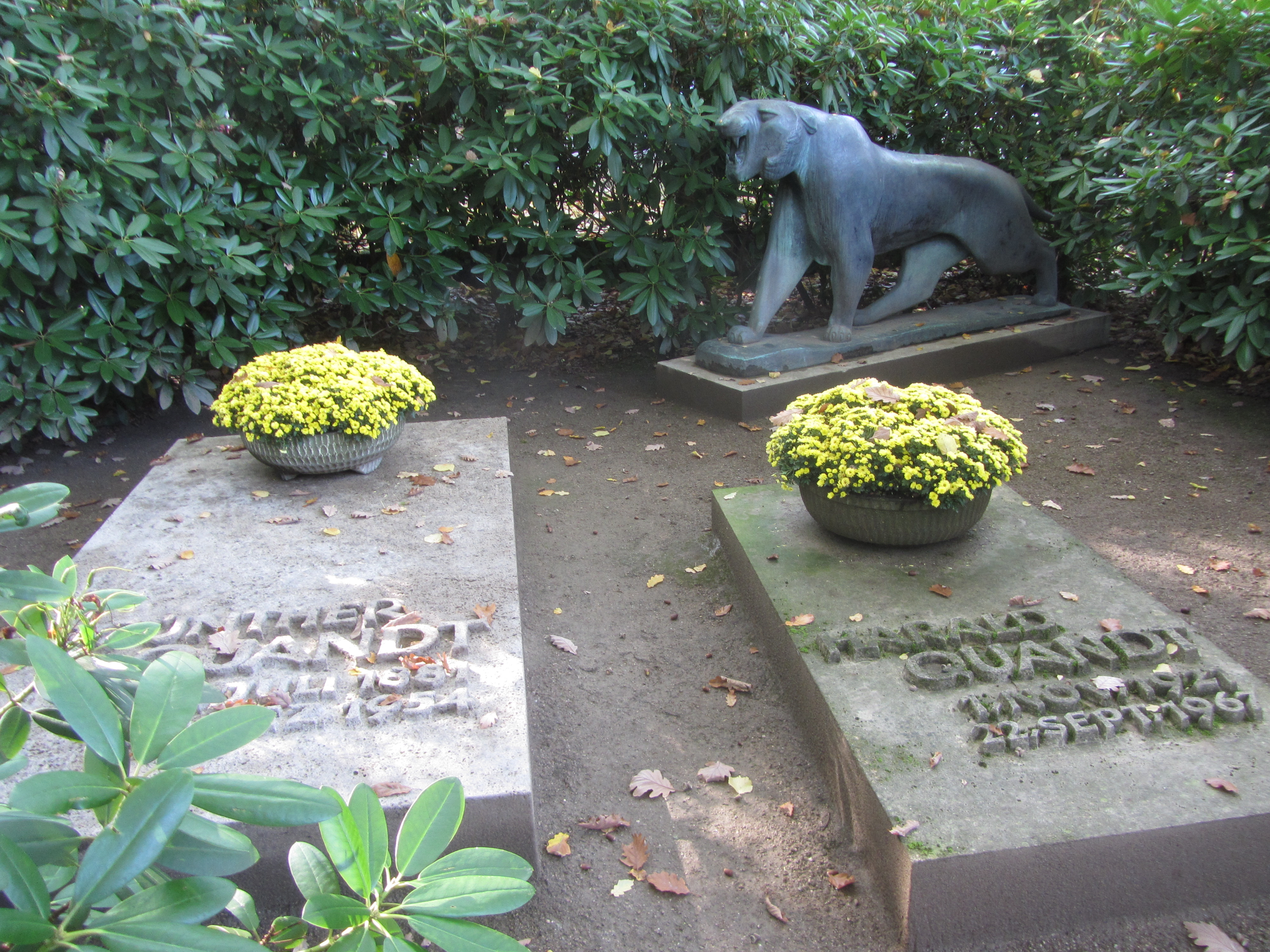
Grabplatte von Günther und Harald Quandt auf dem Waldfriedhof Bad Homburg

Günther Quandt versteckte sich bei Kriegsende in Leutstetten am Starnberger See, während sein Sohn Herbert mit anderen führenden Mitarbeitern der AFA zu dieser Zeit bereits ein Ausweichquartier in Bissendorf bei Hannover bezogen hatte und so die Geschäfte weiterführen konnte. Er wurde erst am 18. Juli 1946 wegen seiner Rolle in der Kriegswirtschaft verhaftet und im Lager Moosburg interniert. Nach seiner Freilassung im Januar 1948 wurde er im Juli 1948 in einem Gerichtsverfahren als Mitläufer eingestuft, obgleich er zur Zeit des Nationalsozialismus zahlreiche Posten bekleidete, im Aufsichtsrat etwa von Daimler-Benz, Deutsche Bank, AEG saß.
Nach Einschätzung von Benjamin Ferencz, der bei den Nürnberger Prozessen für die Anklagebehörde arbeitete, wären Günther Quandt und sein Sohn Herbert ebenso wie Alfried Krupp von Bohlen und Halbach, Friedrich Flick und die Verantwortlichen der I.G. Farben als Hauptkriegsverbrecher angeklagt worden, wenn die heute zugänglichen Dokumente den Anklägern damals vorgelegen hätten. Die entscheidenden Dokumente zu ihrem Wirken im NS-Staat lagen den Behörden in der britischen Besatzungszone vor. Die Briten hielten das Material zurück, weil sie erkannt hatten, welche Bedeutung die Batterieproduktion der AFA auch nach dem Krieg hatte, und die Eigentümer deswegen schonen wollten.
Nach dem Zweiten Weltkrieg schuf der Bildhauer Arno Breker, Hitlers Lieblingsbildhauer, eine Porträtbüste von Günther Quandt, den er seit der NS-Zeit aus Berlin kannte. Der Industrielle saß dem von ihm verehrten Künstler für diese Bronze Modell.
Günther Quandt starb am 30. Dezember 1954 während eines Erholungsurlaubs in Ägypten.
Die Historiker Ralf Blank, der die Rüstungsproduktion in der Accumulatoren-Fabrik untersuchte, und Joachim Scholtyseck, der 2011 eine ausführliche wissenschaftliche Studie über die Familiengeschichte bis 1954 vorgelegt hat, haben Günther Quandt übereinstimmend als geschickten Opportunisten und Unternehmer bezeichnet, der in allen politischen Systemen seinen Vorteil suchte.

## Ehrungen
Die Hansestadt Lübeck benannte im Gewerbegebiet Schlutup einen Platz nach Günther Quandt, 2012 umbenannt in Wilhelm-Krohn-Platz.